# Malý Lapáš
Malý Lapáš és un poble i municipi d'Eslovàquia que es troba a la regió de Nitra, al sud-oest del país.

## Història
La primera menció escrita de la vila es remunta al 1394.

## Demografia
| Godina             | 1994 | 2004    | 2014    | 2024     |
| ------------------ | ---- | ------- | ------- | -------- |
| Nombre de persones | 336  | 385     | 714     | 1514     |
| Diferència         |      | +14,58% | +85,45% | +112,04% |

| Godina             | 2023 | 2024   |
| ------------------ | ---- | ------ |
| Nombre de persones | 1492 | 1514   |
| Diferència         |      | +1,47% |